# Зародышевое дыхание
Зародышевое дыхание (胎息, Тайси) — одна из практик даосской внутренней алхимии, заключающаяся в дыхании без использования носа и рта подобно зародышу в утробе матери. Практика зародышевого дыхания включает ряд техник: "циркулирующее дыхание" (行氣, Синци), "задержка дыхания" (閉氣, Бици), "заглатывание воздуха" (服氣, Фуци) и "поедание зародыша" (胎食, Тайши).
В эпоху Тан практикующие внутреннюю алхимию даосы кардинально поменяли представление о природе зародышевого дыхания со старой теории о внешнем дыхании (外氣, Вайци) в новую, предполагающую внутреннее дыхание (內氣, Нэйци). Вместо того чтобы вдыхать и удерживать воздух практикующие циркулировали и перерабатывали энергию внутри, тем самым, как считалось, восстанавливая Юань-ци (元氣), изначальную жизненную энергию, полученную человеком при рождении и постепенно истощающуюся в течение жизни.
Зародышевое дыхание ассоциировалось с идеей о бессмертном зародыше. Изначально это была китайская буддийская концепция, которую даосы развили в сложный процесс символической беременности, дающий рождение своему духовно совершенному двойнику.